# Mistrovství světa juniorů ve sportovním lezení 2006
Mistrovství světa juniorů ve sportovním lezení 2006 (anglicky: UIAA World Youth Championship) se uskutečnilo jako čtrnáctý ročník 24.-27. srpna v rakouském Imstu v lezení na obtížnost a rychlost. Do průběžného světového žebříčku juniorů se bodovalo třicet prvních závodníků v každé kategorii lezců od 14 do 19 let.

## Průběh MSJ

### Češi na MSJ
Bylo to druhý rok po sobě, kdy česká reprezentace nezískala medaili.

### Výsledky juniorů a juniorek
| obtížnost          | obtížnost               | rychlost               | rychlost              |
| ------------------ | ----------------------- | ---------------------- | --------------------- |
| junioři            | juniorky                | junioři                | juniorky              |
| 1. Sean McColl     | 1. Katharina Saurwein   | 1. Sean McColl         | 1. Olha Bežko         |
| 2. Thomas Neyer    | 2. Anna Stöhr           | 2. Anatoly Skripov     | 2. Anna Stöhr         |
| 3. Fabien Comina   | 3. Lisa Knoche          | 3. Eduard Ismagilov    | 3. Jana Malkova       |
|                    |                         |                        |                       |
| 4. Manuel Romain   | 4. Chloé Graftiaux      | 4. Pavlo Onoprijenko   | 4. Chloé Graftiaux    |
| 5. Ivan Kaurov     | 5. Mina Markovič        | 5.                     | 5. Hanna Savčenko     |
| 6. Aurélien Culver | 6. Jevgenija Malamidová | 6. Leonel De Las Salas | 6. Ksjenija Alekseeva |
| 7. Gabriele Moroni | 7. Martina Harnisch     | 7. Ihor Ťjapkin        | 7. Olena Šeremeťjeva  |
| 8. Thomas Schmid   | 8. Olha Bežko           | 8. Fabien Comina       | 8. Eliška Karešová    |
|                    |                         |                        |                       |
| 32. Štěpán Stráník | 21. Lucie Hrozová       | 9. Libor Hroza         | —                     |
|                    |                         |                        |                       |
| ? finalistů        | ? finalistek            | ? finalistů            | ? finalistek          |
| ? semifinalistů    | ? semifinalistek        | ? semifinalistů        | ? semifinalistek      |
| 57 juniorů         | 47 juniorek             | 34 juniorů             | 35 juniorek           |

### Výsledky chlapců a dívek v kategorii A
| obtížnost         | obtížnost                  | rychlost               | rychlost               |
| ----------------- | -------------------------- | ---------------------- | ---------------------- |
| chlapci           | dívky                      | chlapci                | dívky                  |
| 1. Sači Amma      | 1. Charlotte Durif         | 1. Maksym Osypov       | 1. Jana Čerešněvová    |
| 2. Jakob Schubert | 2. Akijo Noguči            | 2. Egor Skachkov       | 2. Stefanie Kofler     |
| 3. David Lama     | 3. Anne Hoarau             | 3. Jevhen Palladij     | 3. Alex Johnson        |
|                   |                            |                        |                        |
| 4. Jon Cardwell   | 4. Heidi Schrottmayer      | 4. Jernej Kruder       | 4. Jayme Hatch         |
| 5. Martin Stráník | 5. Liubov Shagina          | 5. Alexander Stepanov  | 5. Ksjenija Poljechina |
| 6. Victor Kozlov  | 6. Alexandra Malysheva     | 6. Bartosz Kowal       | 6. Leja Kos            |
| 7. Thomas Ballet  | 7. Pintar Nada             | 7. Ryan Roden          | 7. Rebekah Byington    |
| 8. Egor Skachkov  | 8. Andrea Brigitta Szekely | 8. Kosťjantyn Podčesov | 8. Anne Hoarau         |
|                   |                            |                        |                        |
| —                 | 15. Silvie Rajfová         | 26. Jan Chvála         | 21.-22. Anna Čermáková |
|                   |                            |                        |                        |
| ? finalistů       | ? finalistek               | ? finalistů            | ? finalistek           |
| ? semifinalistů   | ? semifinalistek           | ? semifinalistů        | ? semifinalistek       |
| 92 chlapců        | 63 dívek                   | 63 chlapců             | 44 dívek               |

## Výsledky chlapců a dívek v kategorii B
| obtížnost             | obtížnost                | rychlost             | rychlost                  |
| --------------------- | ------------------------ | -------------------- | ------------------------- |
| chlapci               | dívky                    | chlapci              | dívky                     |
| 1. Eric Lopez Mateos  | 1. Johanna Ernst         | 1. Eric Lopez Mateos | 1. Dinara Fachritdinovová |
| 2. Arman Ter-Minasyan | 2. Tiffany Hensley       | 2. Brian Furciniti   | 2. Tiffany Hensley        |
| 3. Mario Lechner      | 3. Katie Mah             | 3. Brian Antheunisse | 3. Cassandra Zampar       |
|                       |                          |                      |                           |
| 4. Leonid Yablonskiy  | 4. Natalie Berry         | 4. Martin Šifra      | 4. Anastasia Bryl         |
| 5. Thomas Tauporn     | 5. Julie Michelard       | 5. Vladislav Valiev  | 5. Stefanie Pichler       |
| 6. Kevin Aglae        | 6. Katherine Choong      | 6. Josmar Nieves     | 6. Rossi Gabazú           |
| 7. Evgenii Zazulin    | 7. Matilda Söderlund     | 7. Quentin Manzato   | 7. Lindsay Murray         |
| 8. Jan Hojer          | 8. Marah Bragdon         | 8. Evgenii Zazulin   | 8. Amanda Sutton          |
|                       |                          |                      |                           |
| 25. Martin Šifra      | 33. Monika Kuhn-Gaberová | —                    | 39. Veronika Srholcová    |
|                       |                          |                      |                           |
| ? finalistů           | ? finalistek             | ? finalistů          | ? finalistek              |
| ? semifinalistů       | ? semifinalistek         | ? semifinalistů      | ? semifinalistek          |
| 64 chlapců            | 56 dívek                 | 52 chlapců           | 43 dívek                  |

### Medaile podle zemí
| pořadí | stát      | Zlatá medaile | Stříbrná medaile | Bronzová medaile | celkem |
| ------ | --------- | ------------- | ---------------- | ---------------- | ------ |
| 1.     | Rakousko  | 2             | 5                | 2                | 9      |
| 2.     | Rusko     | 2             | 2                | 2                | 6      |
| 3.     | Ukrajina  | 2             | 0                | 2                | 4      |
| 4.     | Kanada    | 2             | 0                | 1                | 3      |
| 5.     | Španělsko | 2             | 0                | 0                | 2      |
| 6.     | Japonsko  | 1             | 1                | 0                | 2      |
| 7.     | Francie   | 1             | 0                | 2                | 3      |
| 8.     | USA       | 0             | 3                | 2                | 5      |
| 9.     | Německo   | 0             | 0                | 1                | 1      |
| 9.     | Itálie    | 0             | 0                | 1                | 1      |